# Enterolobium
Enterolobium é um género botânico pertencente à família Fabaceae, nativo do continente americano. São árvores de porte médio a grande.

## Espécies
- Enterolobium barinense Cardenas & Rodriguez
- Enterolobium barnebianum Mesquita & M.F.Silva
- Enterolobium contortisiliquum (Vell.) Morong
- Enterolobium cyclocarpum (Jacq.) Griseb. - Guanacaste (México central até norte do Brasil)
- Enterolobium ellipticum Benth.
- Enterolobium glaziovii (Benth.) Mesquita
- Enterolobium gummiferum (Mart.) J. F. Macbr.
- Enterolobium maximum Ducke
- Enterolobium monjollo Benth.
- Enterolobium oldemanii Barneby & J.W. Grimes
- Enterolobium schomburgkii (Benth.) Benth.
- Enterolobium timbouva Mart. (Este espécie pode ser sinônimo ao Enterolobium contortisiliquum (Vell.) Morong)[3]